# Quốc kỳ Bắc Macedonia
Quốc kỳ Cộng hòa Bắc Macedonia (tiếng Macedonia: Знаме на Северна Македонија) là một lá cờ có tỉ lệ 1:2. Trên lá cờ có hình ảnh mặt trời tỏa ra 8 tia sáng màu vàng trên nền đỏ tượng trưng cho "mặt trời mới của tự do". Hình ảnh này được thiết kế dựa vào phần lời quốc ca Bắc Macedonia với nội dung sau:
Hôm nay sinh ra trên đất nước Macedonia
Một mặt trời mới của tự do
Người Macedonia chiến đấu
Vì những quyền của họ
Trước kia khi còn là một bộ phận của Nam Tư theo chế độ xã hội chủ nghĩa, người Macedonia sử dụng một lá cờ theo kiểu các nước xã hội chủ nghĩa với ngôi sao màu đỏ viền vàng nằm trên nền đỏ. Lá cờ đó được sử dụng trong thời gian 1944-1992 rồi được thay thế bởi lá cờ mang hình mặt trời Vergina. Song do có những tranh cãi với Hy Lạp về việc sử dụng tên nước và biểu tượng, nước Bắc Macedonia đã quyết định sử dụng lá cờ ngày nay từ năm 1995.

## Thiết kế
Tỷ lệ cờ là 1:2 (height/width), với hai màu:

Cờ thi công.

| Hệ thống           | Đỏ        | Vàng       |
| ------------------ | --------- | ---------- |
| RGB                | 216-33-38 | 248-233-46 |
| Hexadecimal format | #D82126   | #F8E92E    |

Cộng hòa Nhân dân Macedonia
Cộng hòa xã hội chủ nghĩa Macedonia
Quốc kỳ Macedonia (1992–1995)